# Stade Geoffroy-Guichard
A Stade Geoffroy-Guichard egy labdarúgó-stadion Saint-Étienneben, Franciaországban.
A stadion az AS Saint-Étienne nevezetű helyi csapat otthonául szolgál. 1930-ban épült és 1931-ben nyitották meg. Története során a nagyobb sportesemények előtt több alkalommal is felújították. 
Az 1984-es labdarúgó-Európa-bajnokság és az 1998-as labdarúgó-világbajnokság egyik helyszíne volt. Befogadóképessége 42 000 fő számára biztosított, amely mind ülőhely.
A 2016-os labdarúgó-Európa-bajnokság egyik leendő helyszíne.

## Események

### 1984-es Európa-bajnokság
| Dátum       | Időpont | Pályaválasztó | Eredmény | Vendég        | Forduló   | Nézők  |
| ----------- | ------- | ------------- | -------- | ------------- | --------- | ------ |
| 1984.06.14. | 20.30   | Románia       | 1–1      | Spanyolország | B csoport | 16 972 |
| 1984.06.15. | 20.30   | Franciaország | 3–2      | Jugoszlávia   | A csoport | 47 589 |

### 1998-as világbajnokság
| Dátum       | Időpont | Pályaválasztó | Eredmény              | Vendég   | Forduló      | Nézők  |
| ----------- | ------- | ------------- | --------------------- | -------- | ------------ | ------ |
| 1998.06.14. | 17.30   | Jugoszlávia   | 1–0                   | Irán     | F csoport    | 30 600 |
| 1998.06.17. | 17.30   | Chile         | 1–1                   | Ausztria | B csoport    | 30 600 |
| 1998.06.19. | 21.00   | Spanyolország | 0–0                   | Paraguay | D csoport    | 30 600 |
| 1998.06.23. | 21.00   | Skócia        | 0–3                   | Marokkó  | A csoport    | 30 600 |
| 1998.06.25. | 16.00   | Hollandia     | 2–2                   | Mexikó   | E csoport    | 30 600 |
| 1998.06.30. | 21.00   | Argentína     | 2–2 (4–3 büntetőkkel) | Anglia   | Nyolcaddöntő | 30 600 |

### 2016-os Európa-bajnokság
| Dátum       | Időpont | Pályaválasztó | Eredmény  | Vendég        | Forduló      | Nézők  |
| ----------- | ------- | ------------- | --------- | ------------- | ------------ | ------ |
| 2016.06.14. | 21.00   | Portugália    | 1–1       | Izland        | F csoport    | 38 742 |
| 2016.06.17. | 18.00   | Csehország    | 2–2       | Horvátország  | D csoport    | 38 376 |
| 2016.06.20. | 21.00   | Szlovákia     | 0–0       | Anglia        | B csoport    | 39 051 |
| 2016.06.25. | 15.00   | Svájc         | 1–1 (4–5) | Lengyelország | Nyolcaddöntő | 38 842 |